# Lancia Stratos HF Bertone
Lancia Stratos HF Bertone es un prototipo de automóvil de la marca italiana Lancia y la compañía de diseño Bertone, presentado en el año de 1971 en el Salón del Automóvil de Turín. Este modelo daría base el mismo año a la fabricación del Lancia Stratos.  

## Características
El prototipo Stratos HF contaba con un motor central V6 de 2418 cc y 190 cv (140 kW) derivado del que equipaba el Ferrari Dino. El diseño exterior fue desarrollado en el túnel de viento para reducir en lo posible el coeficiente de penetración aerodinámica (Cx).
El prototipo fue mostrado en el salón de Turín con un monochasis tubular, construido mediante una combinación de laminas metálicas en el centro de la sección, y fibra de vidrio reforzada en las puertas, los pilares frontal y trasero y en la carrocería. El motor y la suspensión trasera iban montados sobre una subestructura realizada en acero.